# Pokrzywa żegawka
Pokrzywa żegawka (Urtica urens L.) – gatunek rośliny z rodziny pokrzywowatych (Urticaceae Juss.). Gatunek kosmopolityczny, występujący na wszystkich kontynentach (z wyjątkiem Antarktydy) i na wielu wyspach. W Europie jej zasięg na północy sięga po Islandię i północne wybrzeża Półwyspu Norweskiego, występuje także na Grenlandii. W Polsce jest archeofitem występującym dość pospolicie na całym obszarze kraju.

## Morfologia

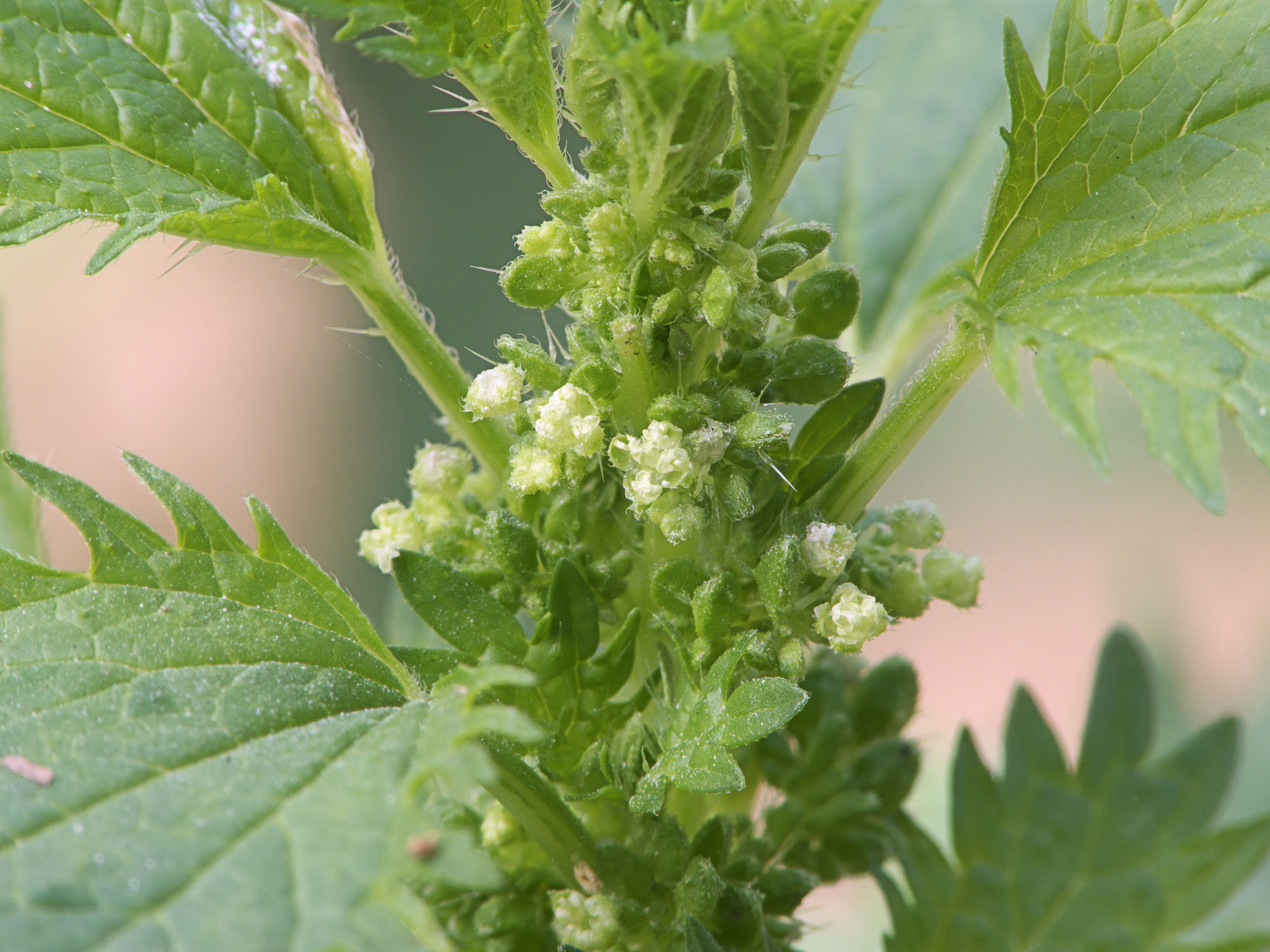
Kwiaty

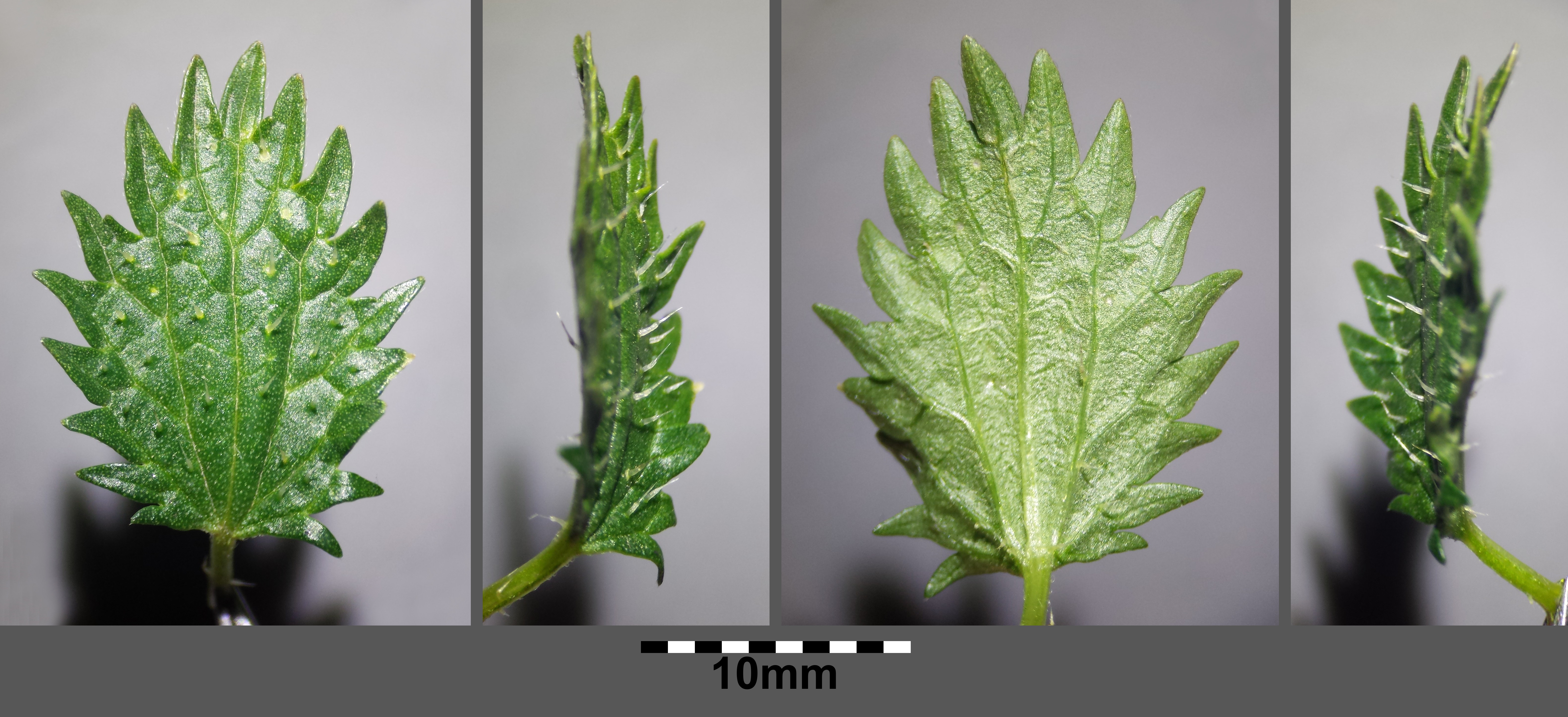
Liść

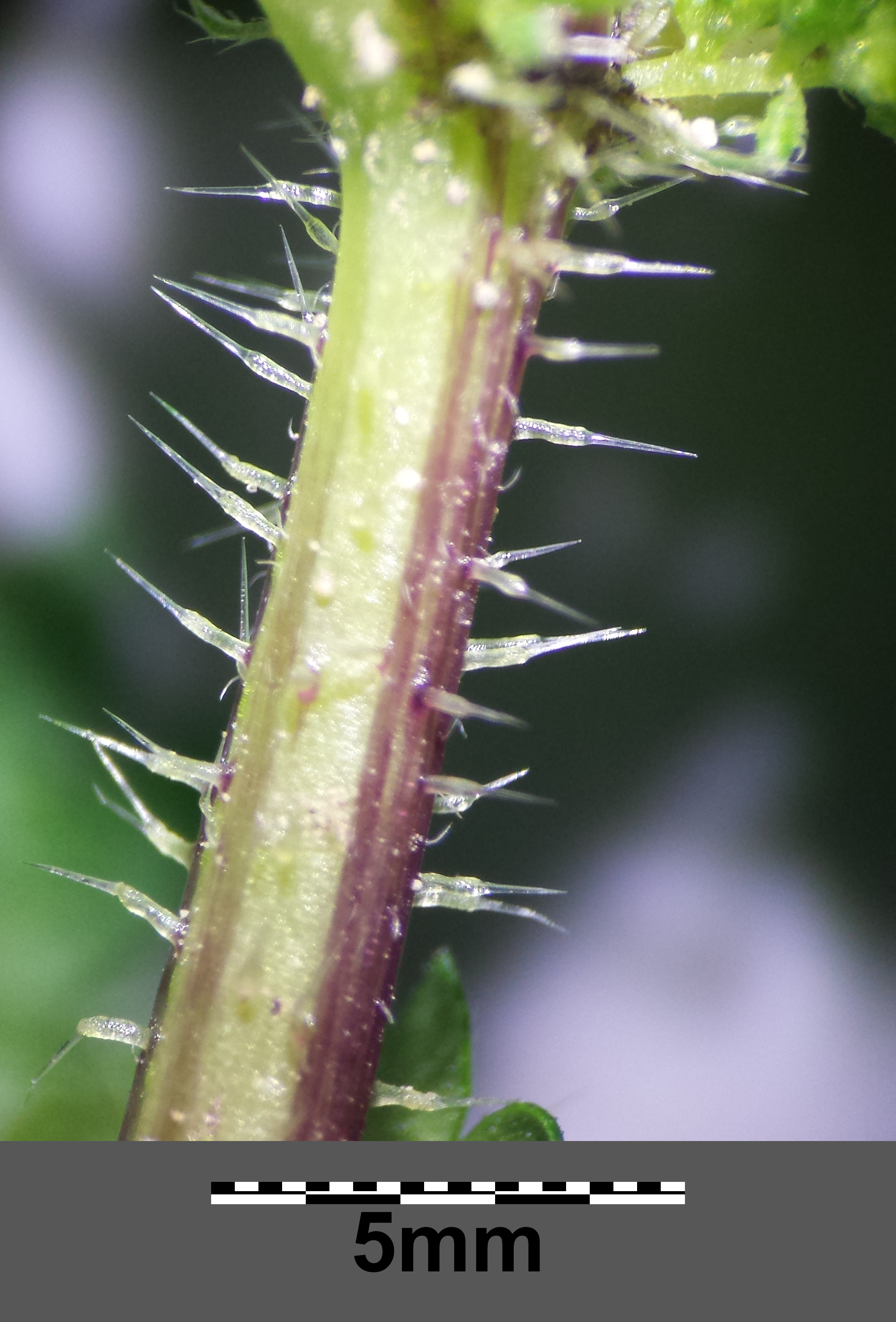
Włoski parzące na łodydze

ŁodygaWysokość średnio 20 cm (maksymalnie 50 cm). Czworograniasta, pokryta krótkimi szczecinkami oraz dłuższymi włoskami parzącymi. Zwykle rozgałęziona, prosto wzniesiona lub podnosząca się.
KorzeńBiaławożółtawy, cienki, wrzecionowaty.
LiścieNaprzeciwległe, długoogonkowe, o długości od 1 do 5 cm i szerokości od 1 do 4 cm. Blaszka liściowa jajowata lub eliptyczna (mniej więcej na środku najszersze), wciętopiłkowana, u nasady klinowato zbiegająca lub zaokrąglona, na szczycie zaostrzona. Liście pokryte bezbarwnymi włoskami parzącymi, znajdującymi się na białozielonych wzgórkach.
KwiatyNiepozorne, zielone, zebrane w wiechowate kwiatostany wyrastające w kątach liści, krótsze od ogonka liściowego (do 2 cm długości). Kwiaty męskie i żeńskie rozwijają się w tych samych kwiatostanach, przy czym kwiaty żeńskie są liczniejsze. Ich listki okwiatu osiągają do 2,5 mm długości i do 1,8 mm szerokości. Znamię owłosione pędzelkowato.
OwoceJednonasienny orzeszek, jajowaty, nieco spłaszczony, błyszczący, żółtawozielony.

## Biologia i ekologia
Roślina jednoroczna. Rośnie na glebach żyznych, bogatych w związki azotowe lub próchnicę (gatunek azotolubny). Jest chwastem. Rośnie w ogrodach, przy drogach, płotach, domach, na gruzach i przy oborach. W klasyfikacji zbiorowisk roślinnych gatunek charakterystyczny dla Ass. Urtico-Malvetum. Kwitnienie od maja do listopada.
Tworzy mieszańce z pokrzywą zwyczajną.

## Zastosowanie
- Roślina lecznicza. Zastosowanie podobne, jak w przypadku pokrzywy zwyczajnej.